# Chiesa dei Santi Gervasio e Protasio (Galliate Lombardo)
La chiesa dei Santi Gervasio e Protasio, detta anche chiesa dei Santi Gervaso e Protaso, è la parrocchiale di Galliate Lombardo, in provincia di Varese ed arcidiocesi di Milano; fa parte del decanato di Azzate.

## Storia

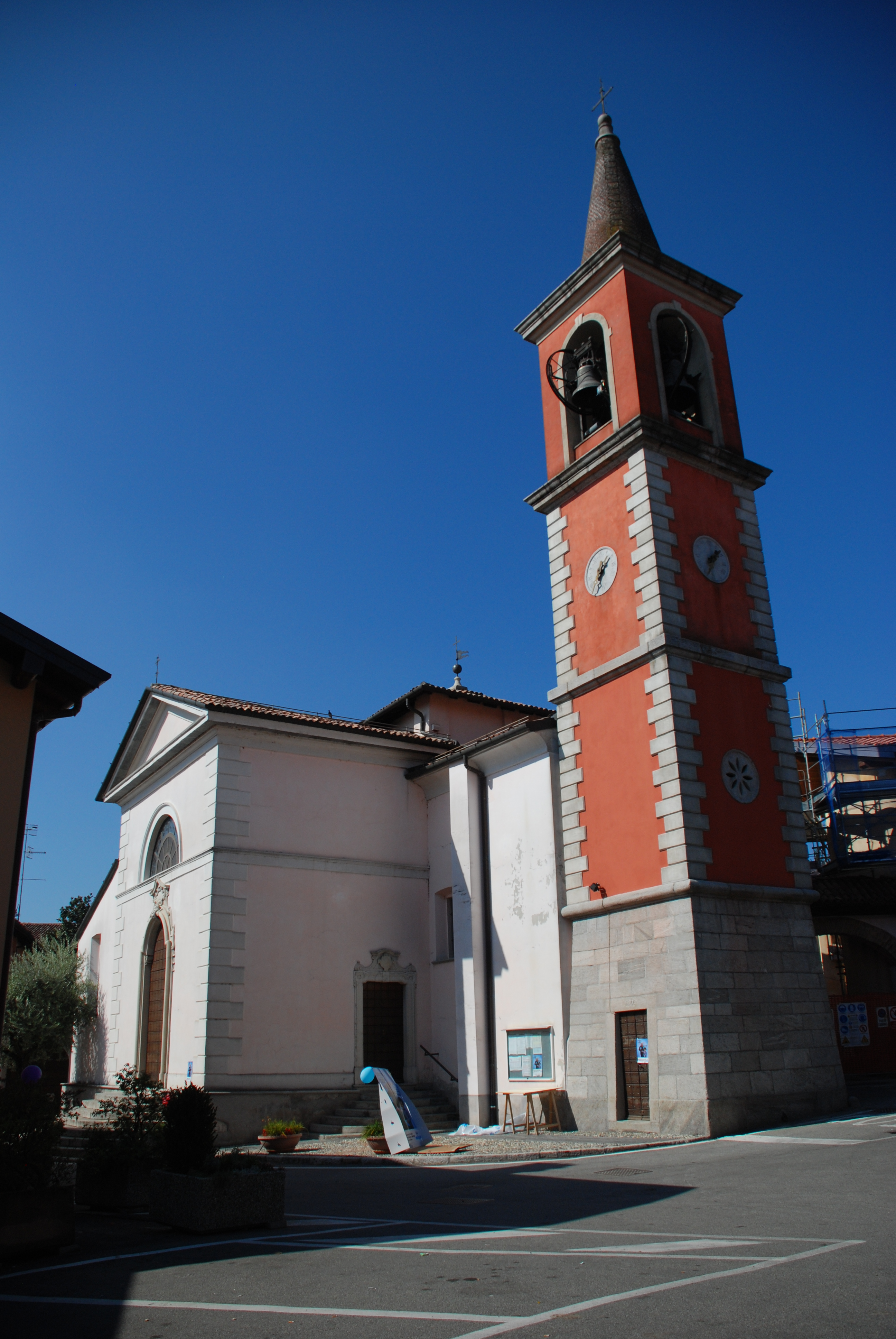
La chiesa e il campanile

La prima citazione di una chiesa a Galliate Lombardo dedicata ai santi martiri Gervasio e Protasio risale al 1199.
La chiesa fu nuovamente menzionata nel 1289 nel Liber Notitiae Sanctorum Mediolani di Goffredo da Bussero.
Nel XIV secolo tale chiesetta risultava essere filiale della pieve di Varese, mentre nel 1564 è attestata come rettoriale.

Da una planimetria datata 5 aprile 1578 si apprende che la chiesa era stata ingrandita, che la pianta era stata ruotata di 180° e che vi era un piccolo campanile.
Tra il Sei e il Settecento venne edificata la cappella laterale del fonte battesimale.
Nella relazione della visita pastorale del 1755 dell'arcivescovo Giuseppe Pozzobonelli si legge che i parrocchiani erano 262, saliti a 290 nel 1779.
Durante le campagne napoleoniche in Italia le truppe francesi danneggiarono la chiesa, che nel XIX secolo dovette essere rifatta; nel 1835 i muri interi furono oggetto di una grande ristrutturazione, nel 1848 il livello del pavimento venne abbassato e nel 1855 si installò un pulpito ligneo. Tra il 1865 e il 1870 fu eretto il nuovo campanile.
L'arcivescovo Andrea Carlo Ferrari, compiendo la sua prima visita pastorale, annotò che i fedeli di Galliate erano 512, che la chiesa parrocchiale aveva come filiale l'oratorio di San Carlo e che all'interno di essa avevano sede la confraternita del Santissimo Sacramento, la Pia unione delle Figlie di Maria e la compagnia di San Luigi Gonzaga.
Da secoli inserita nel vicariato di Varese, nel 1951 la chiesa galliatese venne aggregata al vicariato di Azzate; tale variazione fu annullata l'11 marzo 1971, salvo poi venir ripristinata il 2 maggio 1974.
Tra il 1970 e il 1975 la parrocchiale dovette essere adeguata ai dettami del Concilio Vaticano II; nei primi anni Duemila, durante un intervento di ristrutturazione della chiesa, furono portati alla luce dei lacerti di affreschi del XV secolo.

## Descrizione

### Esterno
La facciata della chiesa è a capanna ed è caratterizzata dalle bugne laterali, dal portale in stile barocco introdotto da una scalinata e dalla finestra semicircolare che si apre sopra di esso.

### Interno
L'interno è ad un'unica navata con pavimento a scacchi; la pianta è a croce greca e nel punto in cui la navata incrocia il transetto si erge la cupola decorata con affreschi ritraenti i Quattro Evangelisti; nei bracci del transetto sono collocati due altari impreziositi da una statua raffigurante la Beata Vergine Maria e una San Giuseppe.